# 北海道百年記念塔

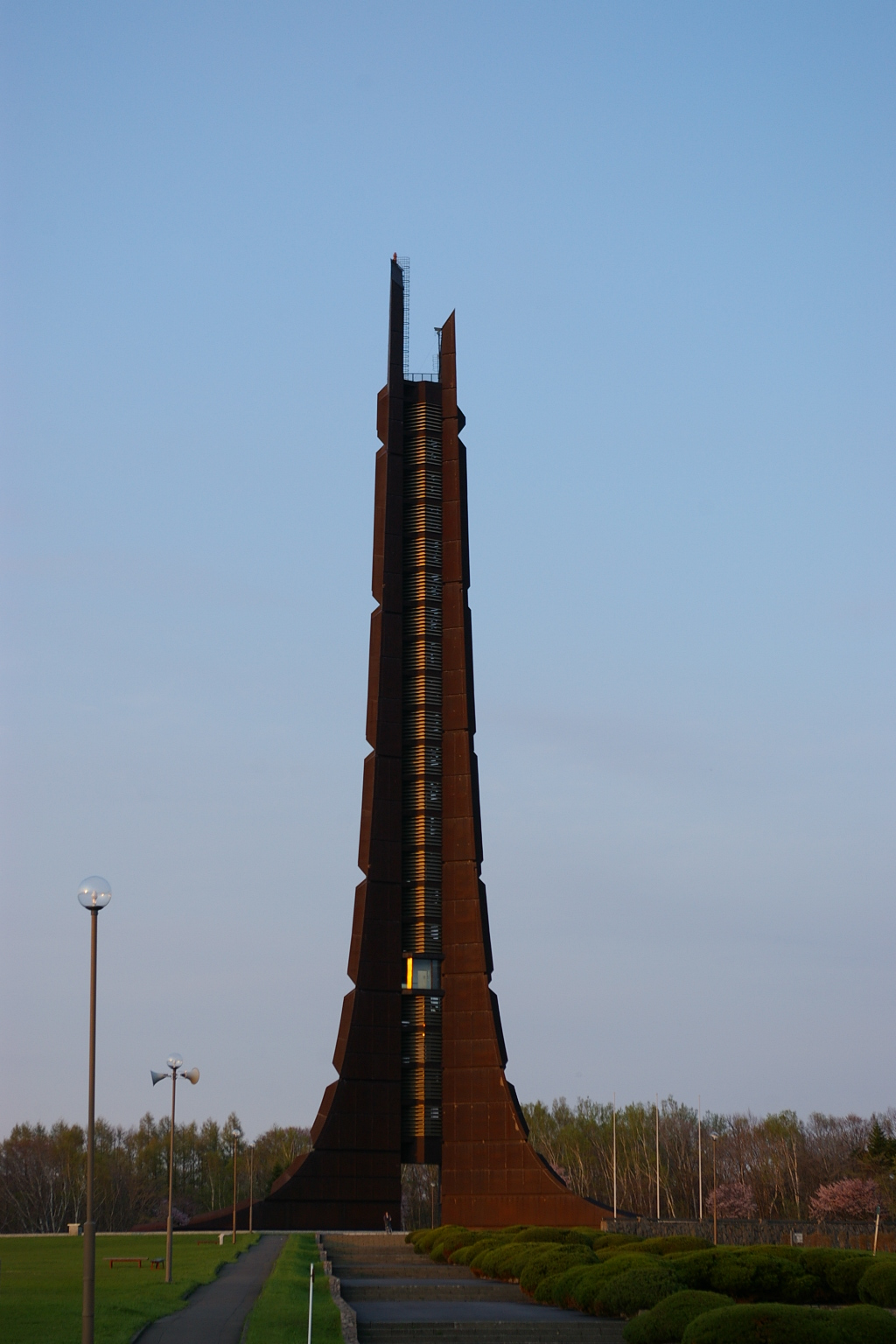
全体の造形

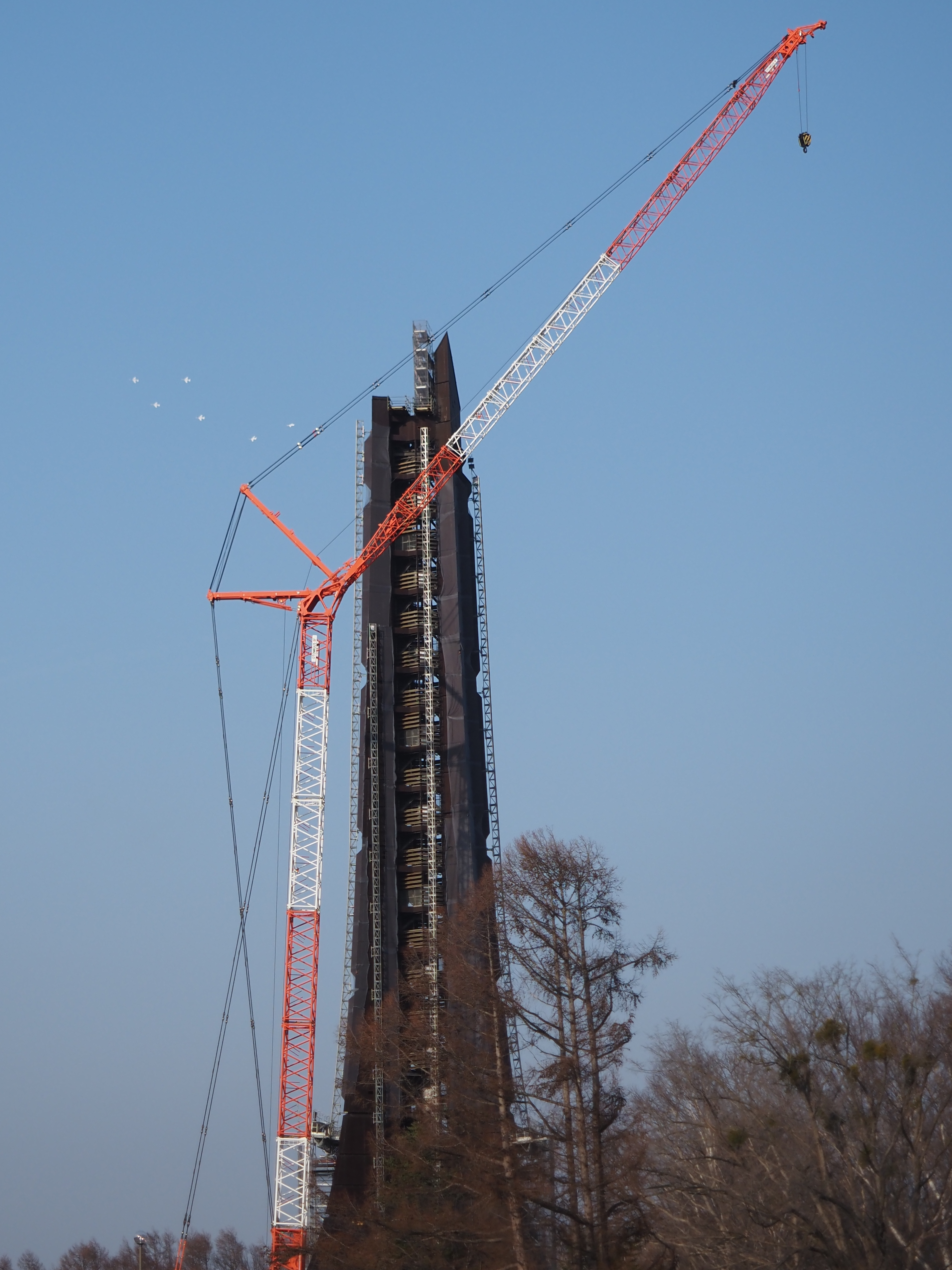
解体工業中の記念塔と横を通過するブルーインパルス（写真左上）

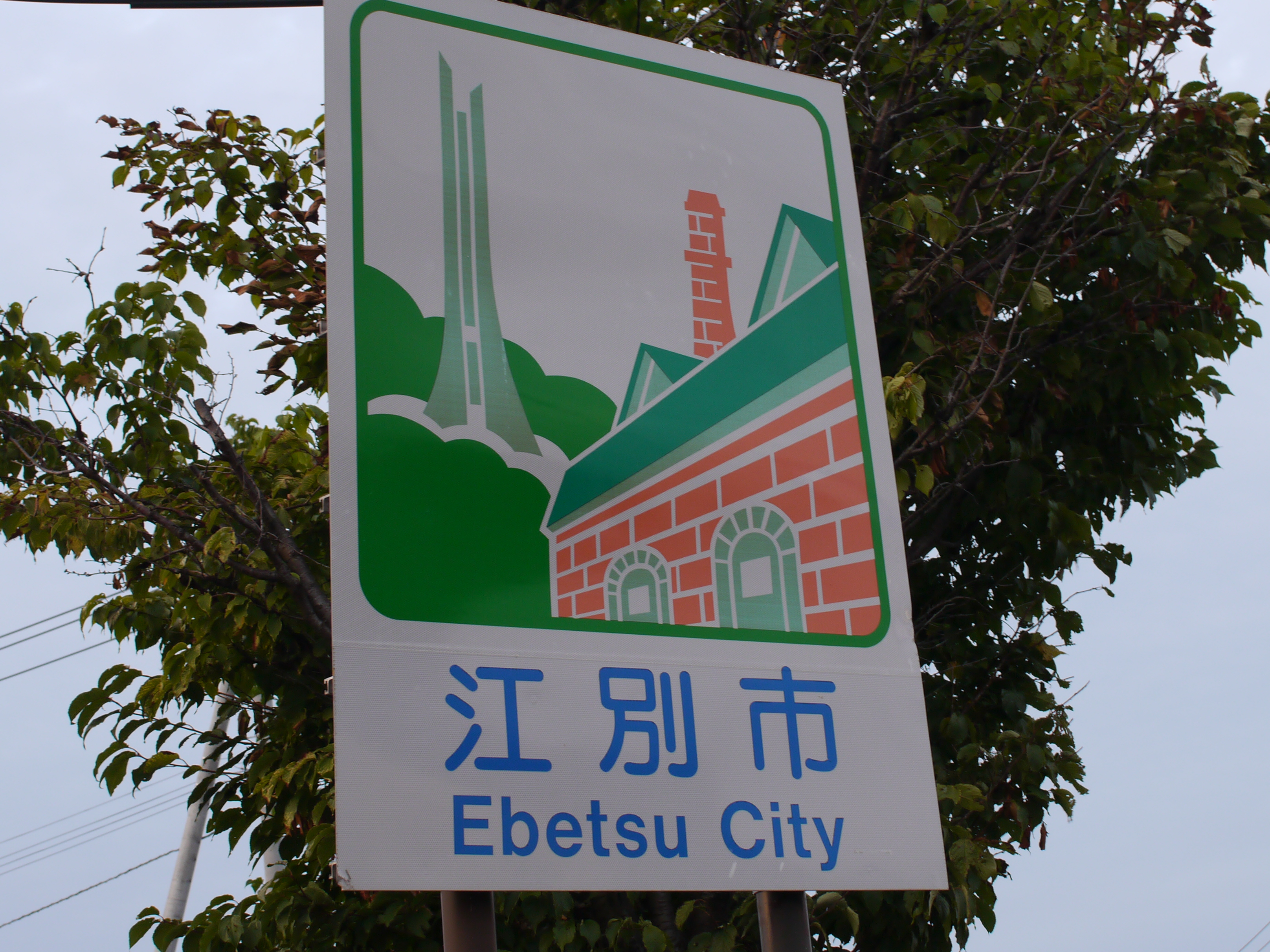
江別市のカントリーサインに描かれている記念塔

北海道百年記念塔（ほっかいどうひゃくねんきねんとう）は、かつて北海道札幌市厚別区の野幌森林公園に位置していた記念建造物。
1968年（昭和43年）11月に北海道開道百年を記念して着工され、1970年（昭和45年）7月に竣工、翌年の1971年（昭和46年）4月から一般公開された。同じ野幌森林公園内の北海道博物館や北海道開拓の村と隣接している。しかし、老朽化により2022年（令和4年）秋ごろから解体作業が始まることとなった。2023年8月に解体が終了。

## 建設の経緯
1962年（昭和37年）の北海道百年記念事業の準備委員会で、町村金五道知事が、ラシュモア山のアメリカ合衆国大統領彫刻を引き合いに大規模なモニュメントの案を発言した。有識者懇談会にて橋本東三（元北海道庁拓殖計画課長）が、札幌市大通に、頂上に金の北斗星と上部に明治天皇、黒田清隆、佐藤昌介、依田勉三を、そして下段には開拓功労者10人以上の像を据えた高さ100尺（約33m）の記念塔建設案を提案。その後、アイヌ民族や開拓事業の犠牲者の慰霊碑の建設案も寄せられた後、特定人物の顕彰に限定せず「開拓の先人に対し感謝と慰霊のまことを捧げる」「将来に向かってのたくましい北海道の建設を誓う道民の総意を込めた記念塔」の方針を決定。1967年（昭和42年）に設計公募を行い、黒川紀章ら有力者からの案を含め全国から299点が寄せられた。佐藤武夫審査委員長と田上義也、大野和男、高山英華、谷口吉郎、横山尊雄（北海道大学教授）の道内外建築家6名、島本融、前田義徳、阿部謙夫（北海道放送社長）、関文子（北海道教育委員）の学識者4名による審査ののち、札幌市在住（北海道今金町出身）で久米建築事務所所属の井口健のグループの案が採用された。
一方、アイヌ民族運動からは、この塔に代表される一連の「北海道百年」事業は先住民族アイヌの視点を欠いているとして問題視する声が挙がり、アイヌ復権運動の有力者の1人山本多助は、北海道百年記念塔を「侵略の塔」として非難した。この和人の歴史観でアイヌ民族への敬意を欠いたとする百年記念事業への批判に関係して、設計者の井口健は、当初の設計では塔の根元にアイヌと和人の全ての先人への慰霊と感謝を込めたアイヌ文様を壁面に施した石積みのモニュメントを設置する案も存在したが、予算不足を理由に実現しなかったことを挙げている。

## 構造
百年に合わせて高さ100メートルとなる塔の造形は、「天をついて限りなく伸びる発展の勢い」を表現するべく、空に向かい無限に延びる二次曲線によって未来への発展を象徴し、塔壁面の凹凸は風雪と闘った歴史の流れを表現して、塔断面は「北」の文字を、基部の平面は六角形をした雪の結晶を形象している。また、下部には静的・瞑想的空間形成を図る池も配置された。
構造は鉄骨トラス構造で外壁は茶色の厚さ4.5-6.0ミリメートルの耐候性高張力鋼板で覆われ、塔は鉄骨等も含めた鋼材の総量約1500トンから成る。総工費は約5億円を要しており、その半分の2億5000万円は北海道民の寄付による。また入口付近には佐藤忠良による北海道庁玄関レリーフの原型となるレリーフ「開拓」が配置されている。
25階建であるが、1970年代後半からエレベーターは長らく閉鎖され、保守用となった。8階の展望室までは塔内の階段で登ることができ（9:00-17:00、入塔 -16:30）、高さ23.5メートルの展望室からは、札幌市のほか江別市など石狩平野が見渡せた。展望室は入場無料で、冬季期間（11月上旬-4月上旬）は閉鎖された。

### 老朽化・廃止方針
複雑な構造の塔は雨水が溜まりやすく腐食が予想以上に進み、1992年（平成4年）に2億円をかけて塔内部、1999年（平成11年）に3億5千万円をかけて塔外部の大規模修繕を行うも完全修復には至らなかった。2014年（平成26年）7月からは老朽化によって金属片が落下したことなどにより、塔周辺は立入禁止となった。その後、2016年（平成28年）9月から「北海道の歴史文化施設活性化に関する懇談会」で存廃を検討し、2017年（平成29年）には今後50年間の維持費を試算して、展望台としての原状復帰で28.6億円、現状維持で26.5億円、除却で4.1億円とされ、2019年（平成31年）2月に解体の方針を決定。跡地には将来の北海道を象徴する新モニュメントの建設を予定する。
2020年（令和2年）6月に塔の内部が報道陣に公開され、塔内外に朽ちた鉄片や鉄粉が散乱し、強風で部材が落下するなど、老朽化が進行している状況が報じられた。
一方で、市民団体「北海道百年記念塔存続プロジェクト」が解体方針の再考を求めて活動するなど、複数の市民団体が解体計画への反対を訴えた。
2021年（令和3年）10月には解体工事の事前調査を終え、工期22カ月間で、解体費は外壁の損傷に伴う外部作業の追加による労務費の増加もあり、2017年の試算から2.8億円増の7.2億円。また、50年間存置時の維持費は、原状復帰が30.7億円、現状維持で28.4億円と試算された。
2022年（令和4年）度の北海道の当初予算に解体費の一部が計上され、道は2022年度中に解体工事に着手することに決定し、2023年（令和5年）1月23日から解体工事を開始し同年8月に終了。